# Tournoi féminin de football aux Jeux olympiques d'été de 2016
Cet article traite de l'épreuve féminine. Pour la compétition masculine, voir Tournoi masculin de football aux Jeux olympiques d'été de 2016.
Pour un article plus général, voir Football aux Jeux olympiques d'été de 2016.
Navigation
Londres 2012 Tokyo 2020
Le tournoi féminin de football aux Jeux olympiques d'été de 2016 se tient dans sept stades situés dans six villes brésiliennes du 3 au 19 août 2016.

## Stades
Sept stades de six villes brésiliennes accueillent les matchs des deux tournois olympiques.
|                                                                  | Brasilia                                                               | São Paulo                                                              |
| Estádio Nacional                                                 | Arena Corinthians                                                      |                                                                        |
| Capacité : 69 349                                                | Capacité : 49 205                                                      |                                                                        |
|                                                                  |                                                                        |                                                                        |
| Belo Horizonte                                                   | \| Belo Horizonte Brasilia Manaus Salvador Rio de Janeiro São Paulo \| | \| Belo Horizonte Brasilia Manaus Salvador Rio de Janeiro São Paulo \| |
| Mineirão                                                         | \| Belo Horizonte Brasilia Manaus Salvador Rio de Janeiro São Paulo \| | \| Belo Horizonte Brasilia Manaus Salvador Rio de Janeiro São Paulo \| |
| Capacité : 61 846                                                | \| Belo Horizonte Brasilia Manaus Salvador Rio de Janeiro São Paulo \| | \| Belo Horizonte Brasilia Manaus Salvador Rio de Janeiro São Paulo \| |
|                                                                  | \| Belo Horizonte Brasilia Manaus Salvador Rio de Janeiro São Paulo \| | \| Belo Horizonte Brasilia Manaus Salvador Rio de Janeiro São Paulo \| |
| Salvador                                                         | \| Belo Horizonte Brasilia Manaus Salvador Rio de Janeiro São Paulo \| | \| Belo Horizonte Brasilia Manaus Salvador Rio de Janeiro São Paulo \| |
| Itaipava Arena Fonte Nova                                        | \| Belo Horizonte Brasilia Manaus Salvador Rio de Janeiro São Paulo \| | \| Belo Horizonte Brasilia Manaus Salvador Rio de Janeiro São Paulo \| |
| Capacité : 51 708                                                | \| Belo Horizonte Brasilia Manaus Salvador Rio de Janeiro São Paulo \| | \| Belo Horizonte Brasilia Manaus Salvador Rio de Janeiro São Paulo \| |
|                                                                  | \| Belo Horizonte Brasilia Manaus Salvador Rio de Janeiro São Paulo \| | \| Belo Horizonte Brasilia Manaus Salvador Rio de Janeiro São Paulo \| |
| Manaus                                                           | Rio de Janeiro                                                         | Rio de Janeiro                                                         |
| Arena da Amazônia                                                | Stade olympique                                                        | Stade Maracanã                                                         |
| Capacité : 42 374                                                | Capacité : 60 000                                                      | Capacité : 74 738                                                      |
|                                                                  |                                                                        |                                                                        |
| Belo Horizonte Brasilia Manaus Salvador Rio de Janeiro São Paulo |                                                                        |                                                                        |

## Acteurs du tournoi féminin de football des jeux olympiques

### Équipes qualifiées
Chaque Comité national olympique peut engager une seule équipe dans la compétition.
Les épreuves qualificatives du tournoi féminin de football des jeux olympiques se déroulent du 11 septembre 2014 au 9 mars 2016. En tant que pays hôte, le Brésil est qualifié d'office, tandis que les autres équipes passent par différends modes de qualifications continentales.
La plupart des confédérations utilisent un format de tournois pré-olympiques pour déterminer les équipes qualifiées, comme l'AFC, la CAF, la CONCACAF et l'OFC. Il y a cependant deux exceptions, l'UEFA, qui qualifie les trois meilleures équipes européennes de la Coupe du monde 2015 et la CONMEBOL, qui qualifie la finaliste de la Copa América féminine 2014.
| Tournoi qualificatif                                | Date                   | Lieu                      | Places | Qualifiés               |
| --------------------------------------------------- | ---------------------- | ------------------------- | ------ | ----------------------- |
| Pays organisateur                                   | 2 octobre 2009         | Danemark                  | 1      | Brésil                  |
| Copa América féminine 2014                          | 11-28 septembre 2014   | Équateur                  | 1      | Colombie                |
| Coupe du monde féminine de la FIFA 2015 (zone UEFA) | 6 juin-5 juillet 2015  | Canada                    | 2      | Allemagne France        |
| Tournoi de qualification olympique de la CAF        | 2-18 octobre 2015      | Itinérant                 | 2      | Afrique du Sud Zimbabwe |
| Tournoi de qualification olympique de l'OFC         | 23 janvier 2016        | Papouasie-Nouvelle-Guinée | 1      | Nouvelle-Zélande        |
| Tournoi de qualification olympique de la CONCACAF   | 10-21 février 2016     | États-Unis                | 2      | Canada États-Unis       |
| Tournoi de qualification olympique de l'AFC         | 29 février-9 mars 2016 | Japon                     | 2      | Australie Chine         |
| Tournoi de qualification olympique de l'UEFA        | 2-9 mars 2016          | Pays-Bas                  | 1      | Suède                   |
| Total                                               |                        |                           | 12     |                         |

### Arbitres officiels
Le 2 mai 2016, la FIFA a publié la liste des arbitres retenus pour la compétition :
| Confédération | Arbitres                          | Assistants                                                                                 |
| ------------- | --------------------------------- | ------------------------------------------------------------------------------------------ |
| AFC           | Rita Gani Ri Hyang-ok             | Allyson Flynn Naomi Teshirogi Kum Nyo Hong Yongmei Cui                                     |
| CAF           | Gladys Lengwe                     | Bernadettar Kwimbira Souad Oulhaj                                                          |
| CONCACAF      | Carol Anne Chénard Lucila Venegas | Marie-Josée Charbonneau Suzanne Morisset Enedina Caudillo Gomez Mayte Ivonne Chavez Garcia |

| Confédération | Arbitres                                                        | Assistants |
| ------------- | --------------------------------------------------------------- | --- |
| CONMEBOL      | Olga Marilin Miranda Claudia Umpiérrez                          | Mariana Lorena De Almeida Yoleida Lara Loreto Toloza Cravero Neuza Back                                                                                |
| UEFA          | Teodora Albon Stéphanie Frappart Kateryna Monzul Esther Staubli | Petruta Iugulescu Maria Sukenikova Manuela Nicolosi Yolanda Parga Rodriguez Natalia Rachynska Sanja Rodak Karsic Lucie Ratajova Chrysoula Kourompylita |
| Soutien       | Melissa Borjas María Belén Carvajal                             | |

### Joueuses
Le tournoi féminin est un tournoi international sans aucune restriction d'âge. Chaque nation doit présenter une équipe de 18 joueuses titulaires et de 4 joueuses réservistes.

### Tirage au sort
Les sélections féminines ont été divisées en quatre chapeaux, en fonction du Classement FIFA du 25 mars 2016.
Le Brésil pays hôte est placé dans le chapeau 1 (têtes de série).
| Chapeau 1                   | Chapeau 2              | Chapeau 3                     | Chapeau 4                        |
| --------------------------- | ---------------------- | ----------------------------- | -------------------------------- |
| Brésil États-Unis Allemagne | France Australie Suède | Canada Chine Nouvelle-Zélande | Colombie Afrique du Sud Zimbabwe |

Le tirage au sort a lieu le 14 avril 2016 à 10H au Maracanã.
| Groupe E                                  | Groupe F                                    | Groupe G                                            |
| ----------------------------------------- | ------------------------------------------- | --------------------------------------------------- |
| - Afrique du Sud - Brésil - Chine - Suède | - Allemagne - Australie - Canada - Zimbabwe | - Colombie - France - Nouvelle-Zélande - États-Unis |

## Premier tour
Les deux premiers de chaque groupe ainsi que les deux meilleurs troisièmes se qualifient pour les quarts de finale.
Règles de départage
Chaque équipe reçoit trois points pour une victoire et un pour un match nul. En cas d'égalité de points dans un groupe entre équipes les règles de départage sont les suivantes :
1. la meilleure différence de buts ;
2. le plus grand nombre de buts marqués ;
3. le plus grand nombre de points obtenus dans les matches de groupe entre les équipes concernées ;
4. la différence de buts particulière dans les matches de groupe entre les équipes concernées ;
5. le plus grand nombre de buts marqués dans les matches de groupe entre les équipes concernées ;

### Groupe E
Résumé

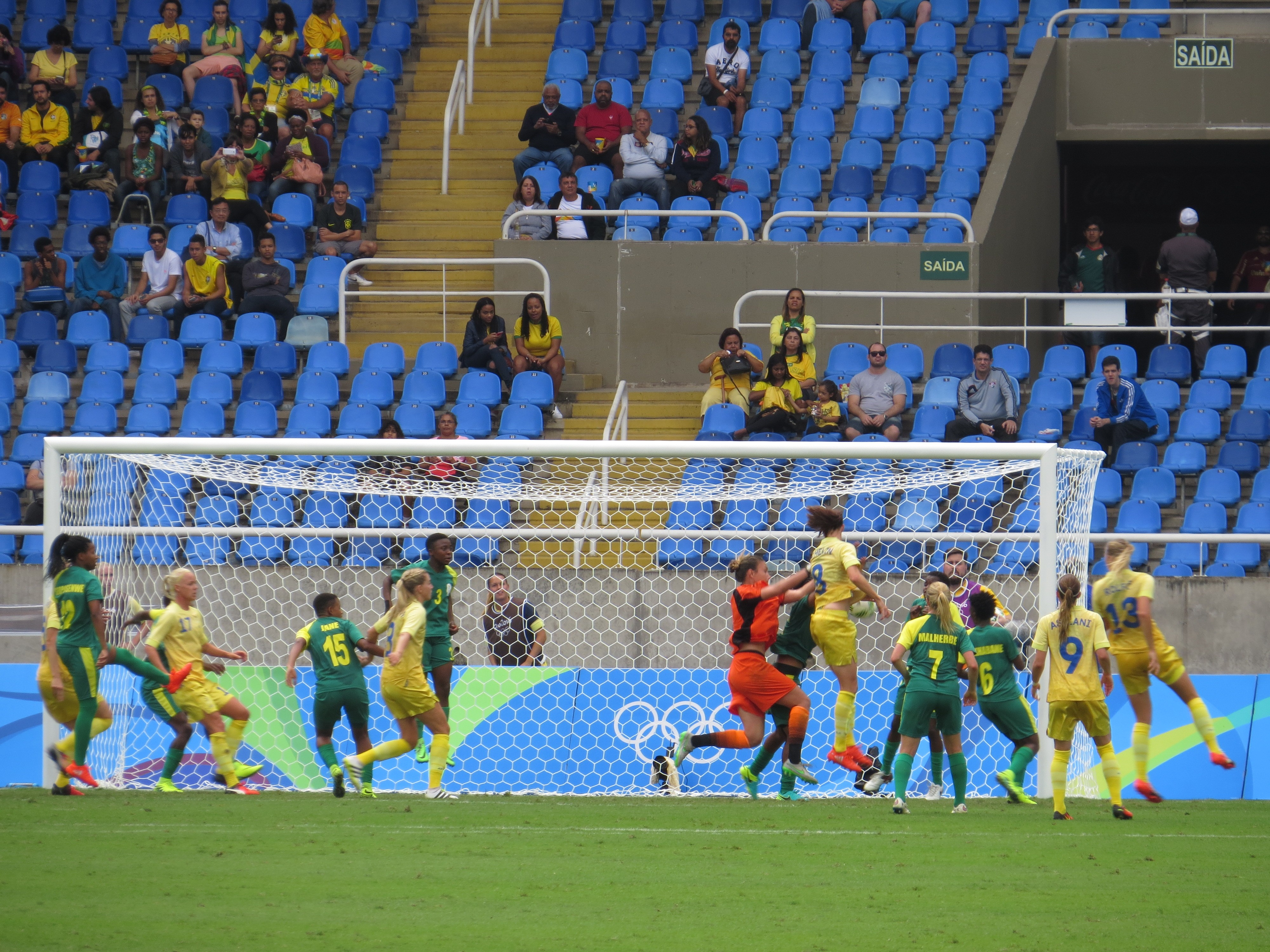
Cafouillage dans la surface sud-africaine qui va mener à l'ouverture du score de la Suède.

C'est à 13h00 que débute, au Stade olympique Nilton-Santos, le match d'ouverture opposant la Suède, qui reste sur deux quarts de finale consécutifs aux Jeux, à l'Afrique du Sud qui participe pour la deuxième fois de son histoire après s'être qualifiée quatre ans plus tôt pour le tournoi de Londres 2012. Dans un stade aux trois quarts vide,, la Suède a exposé son importante supériorité physique et technique sans toutefois parvenir à marquer en raison d'un cruel manque de précision dans la finition. Il faudra attendre la 76e minute de jeu et une double faute de main de la gardienne sud-africaine Roxanne Barker sur un corner pour voir Nilla Fischer pousser le ballon au fond des filets et ainsi offrir la victoire aux Suédoises sur le plus petit des scores,.

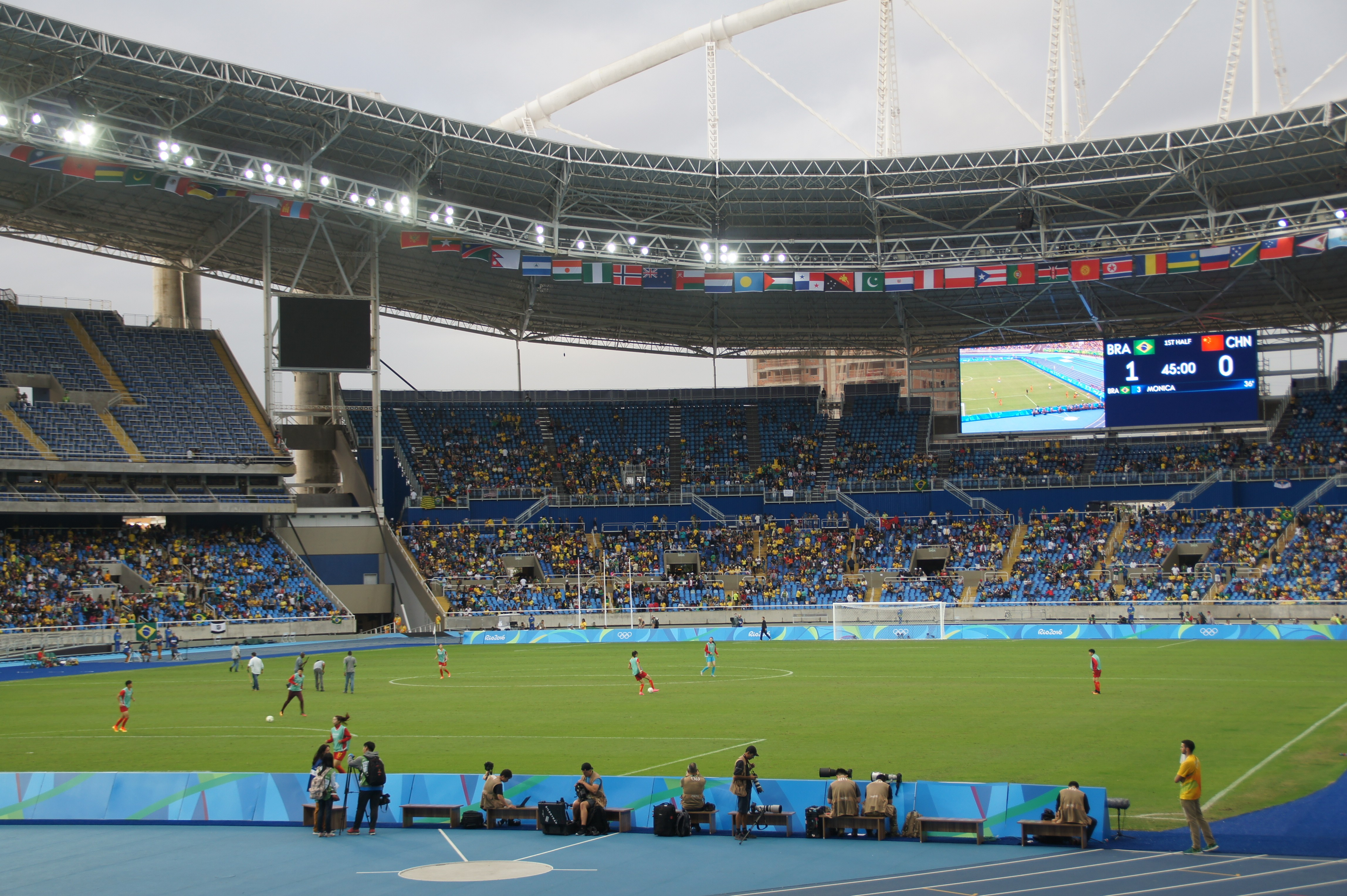
Des tribunes clairsemées pour la première journée.

Le deuxième match du groupe E, le troisième de la journée, marque l'entrée en lice de l'équipe du pays hôte, récente vainqueur de la Copa América, face à la Chine qui retrouve les Jeux après avoir échoué à se qualifier en 2012. Grâce à une supériorité totale sur son adversaire, notamment illustrée par une importante possession de balle, les Brésiliennes ont soigné leur entrée par une victoire 3 buts à 0. Mônica a ouvert le score d'une reprise de la tête après une sortie hasardeuse de Zhao Lina la gardienne chinoise, avant qu'Andressa Alves ne double la mise en début de seconde période d'une reprise de volée sur un centre de la capitaine brésilienne Marta. Cette dernière sortira sur blessure touchée à un genou à dix minutes de la fin du match. En toute fin de partie, Cristiane inscrit le troisième but brésilien en devançant la gardienne chinoise et en reprenant le ballon de la tête sur un coup franc.
La deuxième journée débute par une rencontre déjà décisive entre l'Afrique du Sud et la Chine, toutes deux battues lors de leur premier match. Malgré un début de match complètement à l'avantage des Sud-africaines, la Chine parvient à faire le dos rond et à se procurer quelques occasions de marquer sans toutefois y parvenir. Il faut attendre le temps additionnel et un coup franc indirect pour l'Afrique du Sud pour voir la Chine développer une contre-attaque victorieuse conclut par un but de Gu Yasha. En seconde période, le rythme est nettement moins élevé et le spectacle en pâtit. À la 87e minute de jeu, la meneuse de jeu chinoise Tan Ruyin voit que Roxanne Barker, la gardienne sud-africaine, est avancée et tente alors un lob d'environ 45 mètres qui termine dans le petit filet du but, permettant ainsi à la Chine d'assurer sa victoire. Grâce à ce résultat, la Chine se relance dans la lutte pour atteindre les quarts de finale tandis que la tâche se complique grandement pour l'Afrique du Sud qui devra disposer du Brésil lors de la dernière journée pour y parvenir.
Classement
| Rang | Équipe         | Pts | J | G | N | P | Bp | Bc | Diff |
| ---- | -------------- | --- | - | - | - | - | -- | -- | ---- |
| 1    | Brésil         | 7   | 3 | 2 | 1 | 0 | 8  | 1  | +7   |
| 2    | Chine          | 4   | 3 | 1 | 1 | 1 | 2  | 3  | -1   |
| 3    | Suède          | 4   | 3 | 1 | 1 | 1 | 2  | 5  | -3   |
| 4    | Afrique du Sud | 1   | 2 | 0 | 1 | 2 | 0  | 3  | -3   |

     Équipes qualifiées ; Pts = points ; J = joués ; G = gagnés ; N = nuls ; P = perdus ;

Bp = buts pour ; Bc = buts contre ; Diff = différence de buts.
1re journée
| 3 août 2016       | Suède | 1 - 0   | Afrique du Sud | | |
| 13h00 (UTC−03:00) | Nilla Fischer 76e | (0 - 0) | | Stade Nilton-Santos, Rio de Janeiro Spectateurs : 13 439 Arbitrage : Teodora Albon Arbitres assistants : Petruța Iugulescu Mária Sukenikova Quatrième arbitre : Claudia Umpierrez | Stade Nilton-Santos, Rio de Janeiro Spectateurs : 13 439 Arbitrage : Teodora Albon Arbitres assistants : Petruța Iugulescu Mária Sukenikova Quatrième arbitre : Claudia Umpierrez |
| 13h00 (UTC−03:00) | Rapport |         | | Stade Nilton-Santos, Rio de Janeiro Spectateurs : 13 439 Arbitrage : Teodora Albon Arbitres assistants : Petruța Iugulescu Mária Sukenikova Quatrième arbitre : Claudia Umpierrez | Stade Nilton-Santos, Rio de Janeiro Spectateurs : 13 439 Arbitrage : Teodora Albon Arbitres assistants : Petruța Iugulescu Mária Sukenikova Quatrième arbitre : Claudia Umpierrez |
| 13h00 (UTC−03:00) | Lindahl () · Sembrant · Fischer · Eriksson · Dahlkvist ( 46e Rubensson) · Schelin · Asllani · Jakobsson ( 69e Blackstenius) · Rolfö ( 76e Schough) · Samuelsson · Seger | Équipes | Barker () · Ramalepe ( 83e Mollo) · Vilakazi · Matlou · Van Wyk · Makhabane · Malherbe · Dlamini · Nogwanya ( 40e Motlhalo) · Seoposenwe · Jane | Stade Nilton-Santos, Rio de Janeiro Spectateurs : 13 439 Arbitrage : Teodora Albon Arbitres assistants : Petruța Iugulescu Mária Sukenikova Quatrième arbitre : Claudia Umpierrez | Stade Nilton-Santos, Rio de Janeiro Spectateurs : 13 439 Arbitrage : Teodora Albon Arbitres assistants : Petruța Iugulescu Mária Sukenikova Quatrième arbitre : Claudia Umpierrez |

| 3 août 2016       | Brésil | 3 - 0   | Chine                                                                                            | | |
| 16h00 (UTC−03:00) | Monica 36e · Andressa Alves 59e · Cristiane 90e | (1 - 0) |                                                                                                  | Stade Nilton-Santos, Rio de Janeiro Spectateurs : 27 618 Arbitrage : Carol Chenard Arbitres assistants : Marie-Josée Charbonneau Suzanne Morisset Quatrième arbitre : Gladys Lengwe | Stade Nilton-Santos, Rio de Janeiro Spectateurs : 27 618 Arbitrage : Carol Chenard Arbitres assistants : Marie-Josée Charbonneau Suzanne Morisset Quatrième arbitre : Gladys Lengwe |
| 16h00 (UTC−03:00) | Rapport |         |                                                                                                  | Stade Nilton-Santos, Rio de Janeiro Spectateurs : 27 618 Arbitrage : Carol Chenard Arbitres assistants : Marie-Josée Charbonneau Suzanne Morisset Quatrième arbitre : Gladys Lengwe | Stade Nilton-Santos, Rio de Janeiro Spectateurs : 27 618 Arbitrage : Carol Chenard Arbitres assistants : Marie-Josée Charbonneau Suzanne Morisset Quatrième arbitre : Gladys Lengwe |
| 16h00 (UTC−03:00) | Bárbara () · Fabiana ( 85e Poliana) · Monica · Rafaelle · Thaisa ( 58e Andressa) · Tamires · Formiga · Andressa Alves · Marta ( 80e Debinha) · Cristiane · Beatriz | Équipes | Zhao () · Liu · Wu 22e · Li · Tan · Yang · Wang ( 64e Ma) · Wang ( 79e Gu) · Pang · Zhao · Zhang | Stade Nilton-Santos, Rio de Janeiro Spectateurs : 27 618 Arbitrage : Carol Chenard Arbitres assistants : Marie-Josée Charbonneau Suzanne Morisset Quatrième arbitre : Gladys Lengwe | Stade Nilton-Santos, Rio de Janeiro Spectateurs : 27 618 Arbitrage : Carol Chenard Arbitres assistants : Marie-Josée Charbonneau Suzanne Morisset Quatrième arbitre : Gladys Lengwe |

2e journée
| 6 août 2016       | Afrique du Sud | 0 - 2   | Chine                                                                                         | | |
| 19h00 (UTC−03:00) | | (0 - 1) | 45+1e Gu Yasha · 87e Tan Ruyin                                                                | Stade Nilton-Santos, Rio de Janeiro Spectateurs : 25 000 Arbitrage : Esther Staubli Arbitres assistants : Lucie Ratajova Chrysoula Kourompylita Quatrième arbitre : Carol Anne Chenard | Stade Nilton-Santos, Rio de Janeiro Spectateurs : 25 000 Arbitrage : Esther Staubli Arbitres assistants : Lucie Ratajova Chrysoula Kourompylita Quatrième arbitre : Carol Anne Chenard |
| 19h00 (UTC−03:00) | Rapport |         |                                                                                               | Stade Nilton-Santos, Rio de Janeiro Spectateurs : 25 000 Arbitrage : Esther Staubli Arbitres assistants : Lucie Ratajova Chrysoula Kourompylita Quatrième arbitre : Carol Anne Chenard | Stade Nilton-Santos, Rio de Janeiro Spectateurs : 25 000 Arbitrage : Esther Staubli Arbitres assistants : Lucie Ratajova Chrysoula Kourompylita Quatrième arbitre : Carol Anne Chenard |
| 19h00 (UTC−03:00) | Barker () · Ramalepe · Vilakazi · Matlou 72e · Van Wyk · Makhabane ( 80e Nyandeni) · Malherbe · Motlhalo · Seoposenwe · Jane · Kgatlana ( 84e Mollo) | Équipes | Zhao () · Liu · Gao · Li · Tan · Yang ( 65e Wang) · Wang · Pang · Zhao ( 29e Wu) · Zhang · Gu | Stade Nilton-Santos, Rio de Janeiro Spectateurs : 25 000 Arbitrage : Esther Staubli Arbitres assistants : Lucie Ratajova Chrysoula Kourompylita Quatrième arbitre : Carol Anne Chenard | Stade Nilton-Santos, Rio de Janeiro Spectateurs : 25 000 Arbitrage : Esther Staubli Arbitres assistants : Lucie Ratajova Chrysoula Kourompylita Quatrième arbitre : Carol Anne Chenard |

| 6 août 2016       | Brésil | 5 - 1   | Suède | | |
| 22h00 (UTC−03:00) | Beatriz 21e 86e · Cristiane 24e · Marta 44e (pen.) 80e | (3 - 0) | 89e Lotta Schelin | Stade Nilton-Santos, Rio de Janeiro Spectateurs : 43 384 Arbitrage : Lucila Venegas Arbitres assistants : Enedina Caudillo Gomez Mayte Ivonne Chavez Garcia Quatrième arbitre : Rita Gani | Stade Nilton-Santos, Rio de Janeiro Spectateurs : 43 384 Arbitrage : Lucila Venegas Arbitres assistants : Enedina Caudillo Gomez Mayte Ivonne Chavez Garcia Quatrième arbitre : Rita Gani |
| 22h00 (UTC−03:00) | Rapport |         | | Stade Nilton-Santos, Rio de Janeiro Spectateurs : 43 384 Arbitrage : Lucila Venegas Arbitres assistants : Enedina Caudillo Gomez Mayte Ivonne Chavez Garcia Quatrième arbitre : Rita Gani | Stade Nilton-Santos, Rio de Janeiro Spectateurs : 43 384 Arbitrage : Lucila Venegas Arbitres assistants : Enedina Caudillo Gomez Mayte Ivonne Chavez Garcia Quatrième arbitre : Rita Gani |
| 22h00 (UTC−03:00) | Bárbara () · Fabiana ( 83e Poliana) · Monica · Rafaelle · Thaisa · Tamires · Formiga ( 56e Andressa) · Andressa Alves · Marta · Cristiane ( 66e Debinha) · Beatriz | Équipes | Lindahl () · Berglund · Fischer · Ericsson 44e ( 46e Andersson) · Dahlkvist · Schelin · Asllani 49e( 74e Appelqvist) · Jakobsson · Rolfö ( 64e Schough) · Rubensson · Seger | Stade Nilton-Santos, Rio de Janeiro Spectateurs : 43 384 Arbitrage : Lucila Venegas Arbitres assistants : Enedina Caudillo Gomez Mayte Ivonne Chavez Garcia Quatrième arbitre : Rita Gani | Stade Nilton-Santos, Rio de Janeiro Spectateurs : 43 384 Arbitrage : Lucila Venegas Arbitres assistants : Enedina Caudillo Gomez Mayte Ivonne Chavez Garcia Quatrième arbitre : Rita Gani |

3e journée
| 9 août 2016       | Afrique du Sud | 0 - 0   | Brésil |                           |                           |
| 21h00 (UTC−04:00) |                | (0 - 0) |        | Arena da Amazônia, Manaus | Arena da Amazônia, Manaus |

| 9 août 2016       | Chine | 0 - 0   | Suède |                            |                            |
| 22h00 (UTC−03:00) |       | (0 - 0) |       | Estádio Nacional, Brasilia | Estádio Nacional, Brasilia |

### Groupe F
Résumé

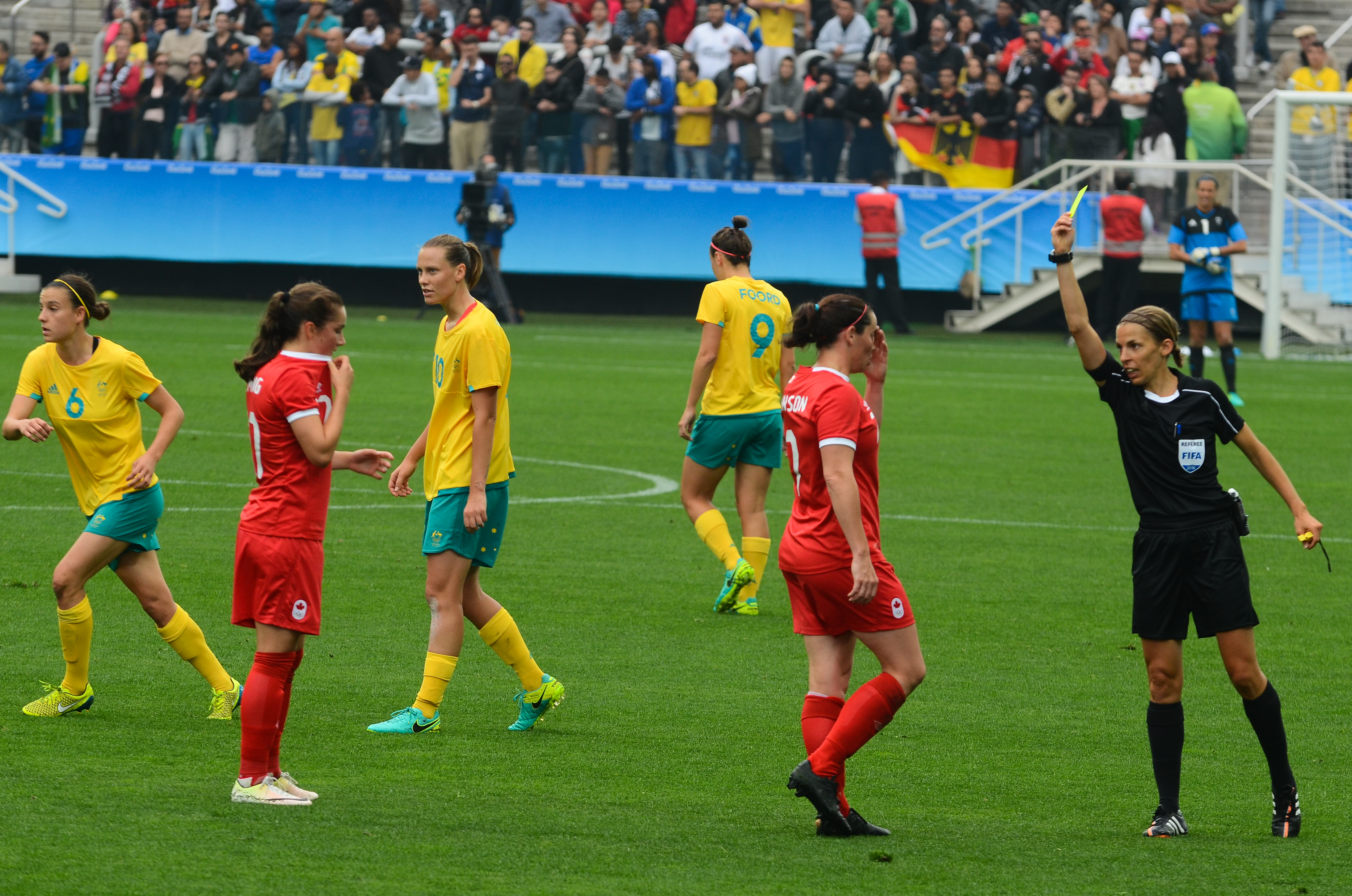
L'arbitre Stéphanie Frappart adresse un carton jaune à la Canadienne Kadeisha Buchanan.

À plus de 400 km de Rio à l'Arena Corinthians de São Paulo, le premier match du groupe F voit s'affronter l'équipe du Canada, médaillée de bronze à Londres en 2012, et celle de l'Australie, de retour aux Jeux olympiques après deux éditions manquées. Malgré le coup-d'envoi donné par les Australiennes, c'est le Canada qui ouvre le score dès la vingtième seconde grâce à une reprise du plat du pied de Janine Beckie sur un centre venant de la droite de la capitaine Christine Sinclair. Il s'agit du but de le plus rapide de l'histoire des Jeux olympiques, record qui était précédemment détenu par le Mexicain Oribe Peralta qui avait marqué à la vingt-neuvième seconde de jeu lors de la finale du tournoi olympique de Londres en 2012 face au Brésil. En dépit de ce début de match haletant, le rythme baisse et les fautes se font de plus en plus nombreuses jusqu'à provoquer l'expulsion de la défenseure centrale canadienne Shelina Zadorsky à la 17e minute, carton rouge le plus rapide de l'histoire des Jeux. Le match s'inverse donc et voit l'Australie dominer la partie et se procurer de nombreuses occasions d'égaliser. Cependant sur une contre-attaque à la 80e minute, Christine Sinclair laisse de marbre la défense australienne et porte le score à 2 buts à 0 et scelle ainsi la victoire de son équipe,.

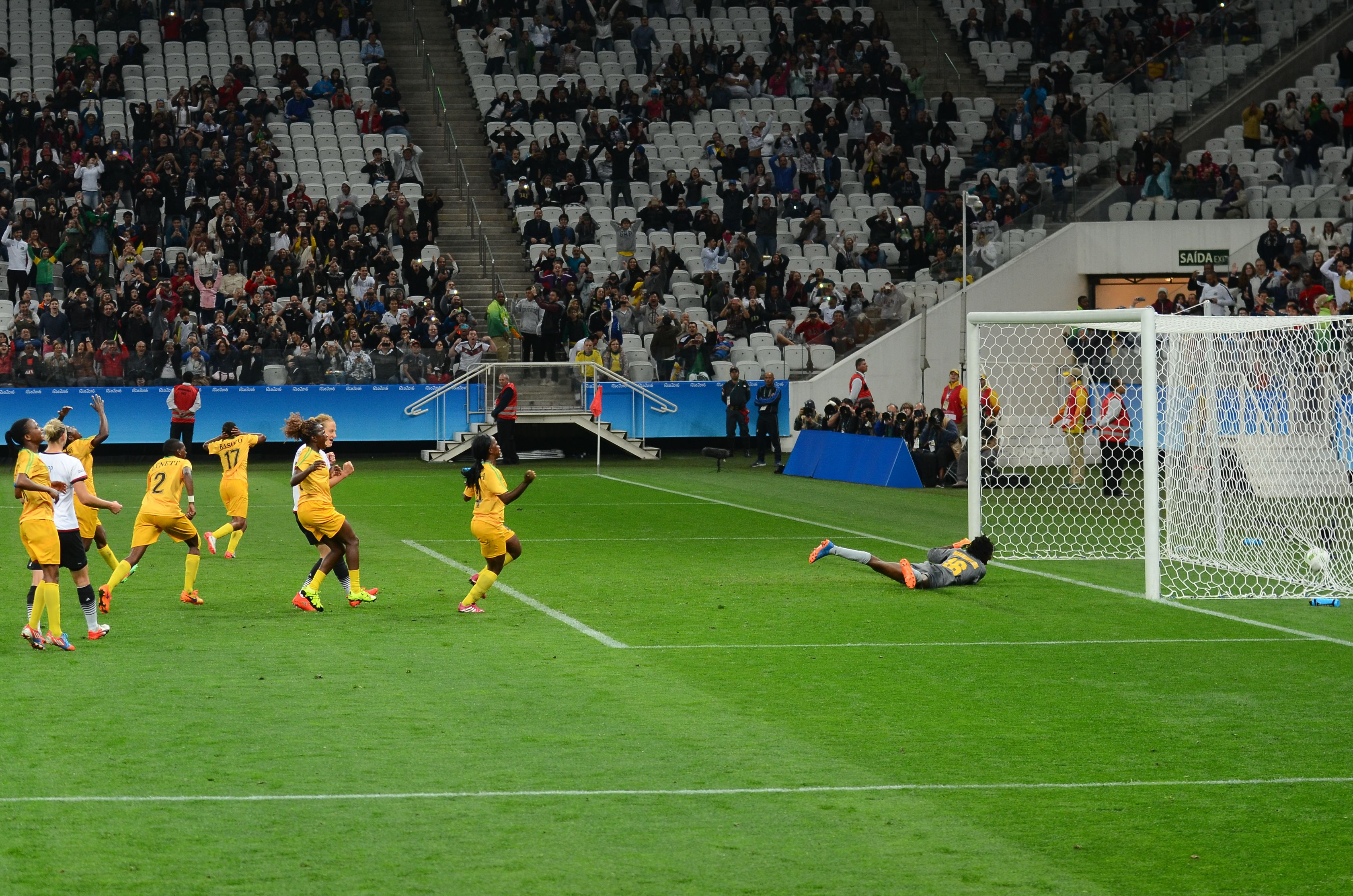
Eunice Chibanda marque contre son camp et offre un 6e but à l'Allemagne.

La seconde affiche du groupe F oppose les néophytes du Zimbabwe, qui participe pour la première fois à une compétition mondiale, à l'Allemagne, désignée comme étant la principale rivale des États-Unis  et qui reste sur un échec lors de la Coupe du monde 2015. Sans surprise les Allemandes dominent outrageusement les débats en se créant de très nombreuses occasions sans, dans un premier temps, parvenir à trouver la faille. À la 19e minute, Simone Laudehr est contrainte d'être remplacée en raison d'une déchirure du ligament de la cheville gauche causé par un deux chocs qui ne seront pas sanctionnés par l'arbitre malaisienne Rita Gani. Cette blessure ne stoppe pas l'élan allemand puisque seulement trois minutes après  Sara Däbritz ouvre le score avant qu'Alexandra Popp inscrive un second but à dix minutes du terme de la première mi-temps. Au retour des vestiaires, l'attaquante zimbabwéenne Kudakwashe Bhasopo profite d'une mauvaise relance de la gardienne allemande Almuth Schult pour réduire l'écart contre le cours du jeu. Cependant, ce but est anecdotique puisque l'Allemagne reprend aussitôt sa marche en avant et inscrit trois nouveaux buts aux 53e, 78e et 83e minutes par l'intermédiaire de Melanie Behringer par deux fois et de Melanie Leupolz. Enfin dans le temps additionnel, l'Allemagne profite du but contre son camp de la défenseure Eunice Chibanda pour porter le score à 6 buts à 1 et prendre ainsi la première place de son groupe,.
La première rencontre de la deuxième journée oppose les Canadiennes aux Zimbabwéennes. Comme lors de son premier match face à l'Australie, le Canada lance idéalement son match dès la 7e minute grâce au deuxième but dans ce tournoi de Janine Beckie sur un centre de Christine Sinclair. Très influente dans le jeu de son équipe, Sinclair transforme le pénalty obtenu par Diana Matheson et marque alors le dixième but aux Jeux olympiques de sa carrière. À dix minutes de la mi-temps, les joueuses de John Herdman confortent leur avance en inscrivant un troisième but par l'intermédiaire de Janine Beckie sur un centre de Josée Bélanger. Comme lors du premier match, le Zimbabwe est en grande difficulté n'approchant que très rarement du but canadien et il aurait pu encaisser un nouveau but à la 42e minute de jeu si la réalisation de Matheson n'avait pas été refusé pour un hors-jeu. La seconde période est également dominée par les Nord-américaines qui auraient pu inscrire un quatrième but si Christine Sinclair n'avait pas touché le ballon de la main. Enfin en toute fin de partie, Mavis Chirandu parvient à marquer le seul but zimbabwéen du match grâce à un mauvais placement de la défense canadienne,,.
Classement
| Rang | Équipe    | Pts | J | G | N | P | Bp | Bc | Diff |
| ---- | --------- | --- | - | - | - | - | -- | -- | ---- |
| 1    | Canada    | 9   | 3 | 3 | 0 | 0 | 7  | 2  | +5   |
| 2    | Allemagne | 4   | 3 | 1 | 1 | 1 | 9  | 5  | +4   |
| 3    | Australie | 4   | 3 | 1 | 1 | 1 | 8  | 5  | +3   |
| 4    | Zimbabwe  | 0   | 3 | 0 | 0 | 3 | 3  | 15 | -12  |

     Équipes qualifiées ; Pts = points ; J = joués ; G = gagnés ; N = nuls ; P = perdus ;

Bp = buts pour ; Bc = buts contre ; Diff = différence de buts.
1re journée
| 3 août 2016       | Canada | 2 - 0   | Australie | | |
| 15h00 (UTC−03:00) | Janine Beckie 1re · Christine Sinclair 80e | (1 - 0) | | Arena Corinthians, São Paulo Spectateurs : 20 521 Arbitrage : Stéphanie Frappart Arbitres assistants : Manuela Nicolosi Yolanda Parga Quatrième arbitre : Esther Staubli | Arena Corinthians, São Paulo Spectateurs : 20 521 Arbitrage : Stéphanie Frappart Arbitres assistants : Manuela Nicolosi Yolanda Parga Quatrième arbitre : Esther Staubli |
| 15h00 (UTC−03:00) | Rapport |         | | Arena Corinthians, São Paulo Spectateurs : 20 521 Arbitrage : Stéphanie Frappart Arbitres assistants : Manuela Nicolosi Yolanda Parga Quatrième arbitre : Esther Staubli | Arena Corinthians, São Paulo Spectateurs : 20 521 Arbitrage : Stéphanie Frappart Arbitres assistants : Manuela Nicolosi Yolanda Parga Quatrième arbitre : Esther Staubli |
| 15h00 (UTC−03:00) | Labbé () · Buchanan 49e · Zadorsky 19e · Wilkinson ( 46e Chapman) · Matheson ( 69e Schmidt) · Lawrence · Scott · Sinclair · Tancredi ( 23e Quinn) · Beckie · Fleming 22e | Équipes | Williams () · Gorry · Polkinghorne · Alleway · Logarzo ( 61e De Vanna) · Kellond-Knight · Foord · Van Egmond · Kennedy · Kerr ( 46e Catley) · Heyman ( 71e Simon) | Arena Corinthians, São Paulo Spectateurs : 20 521 Arbitrage : Stéphanie Frappart Arbitres assistants : Manuela Nicolosi Yolanda Parga Quatrième arbitre : Esther Staubli | Arena Corinthians, São Paulo Spectateurs : 20 521 Arbitrage : Stéphanie Frappart Arbitres assistants : Manuela Nicolosi Yolanda Parga Quatrième arbitre : Esther Staubli |

| 3 août 2016       | Zimbabwe | 1 - 6   | Allemagne | | |
| 18h00 (UTC−03:00) | Kudakwashe Basopo 50e | (0 - 2) | 22e Sara Däbritz · 36e Alexandra Popp · 53e 78e Melanie Behringer · 83e Melanie Leupolz · 90e (csc) Eunice Chibanda                                        | Arena Corinthians, São Paulo Spectateurs : 20 521 Arbitrage : Rita Gani Arbitres assistants : Allyson Flynn Naomi Teshirogi Quatrième arbitre : Lucila Venegas | Arena Corinthians, São Paulo Spectateurs : 20 521 Arbitrage : Rita Gani Arbitres assistants : Allyson Flynn Naomi Teshirogi Quatrième arbitre : Lucila Venegas |
| 18h00 (UTC−03:00) | Rapport |         | | Arena Corinthians, São Paulo Spectateurs : 20 521 Arbitrage : Rita Gani Arbitres assistants : Allyson Flynn Naomi Teshirogi Quatrième arbitre : Lucila Venegas | Arena Corinthians, São Paulo Spectateurs : 20 521 Arbitrage : Rita Gani Arbitres assistants : Allyson Flynn Naomi Teshirogi Quatrième arbitre : Lucila Venegas |
| 18h00 (UTC−03:00) | Magwede () · Mutokuto · Makoto 41e · Majika 77e · Msipa ( 81e Kaitano) · Mandaza · Neshamba ( 46e Muzongondi) · Nyaumwe · Chibanda · Makore 90+1e · Basopo ( 81e Jeke) | Équipes | Schult () · Bartusiak · Maier · Krahn · Laudehr ( 19e Leupolz) · Behringer · Popp · Marozsán · Mittag ( 65e Goeßling) · Däbritz · Kerschowski ( 72e Kemme) | Arena Corinthians, São Paulo Spectateurs : 20 521 Arbitrage : Rita Gani Arbitres assistants : Allyson Flynn Naomi Teshirogi Quatrième arbitre : Lucila Venegas | Arena Corinthians, São Paulo Spectateurs : 20 521 Arbitrage : Rita Gani Arbitres assistants : Allyson Flynn Naomi Teshirogi Quatrième arbitre : Lucila Venegas |

2e journée
| 6 août 2016       | Canada | 3 - 1   | Zimbabwe | | |
| 15h00 (UTC−03:00) | Janine Beckie 7e 35e · Christine Sinclair 19e (pen.) | (3 - 0) | 86e Mavis Chirandu | Arena Corinthians, São Paulo Spectateurs : 30 295 Arbitrage : Olga Miranda Arbitres assistants : Mariana de Almeida Yoleida Lara Quatrième arbitre : Teodora Albon | Arena Corinthians, São Paulo Spectateurs : 30 295 Arbitrage : Olga Miranda Arbitres assistants : Mariana de Almeida Yoleida Lara Quatrième arbitre : Teodora Albon |
| 15h00 (UTC−03:00) | Rapport |         | | Arena Corinthians, São Paulo Spectateurs : 30 295 Arbitrage : Olga Miranda Arbitres assistants : Mariana de Almeida Yoleida Lara Quatrième arbitre : Teodora Albon | Arena Corinthians, São Paulo Spectateurs : 30 295 Arbitrage : Olga Miranda Arbitres assistants : Mariana de Almeida Yoleida Lara Quatrième arbitre : Teodora Albon |
| 15h00 (UTC−03:00) | D'Angelo () · Buchanan 59e · Quinn · Matheson ( 63e Chapman) · Bélanger 80e · Lawrence · Sinclair · Schmidt · Tancredi ( 61e Rose) · Beckie · Fleming 58e ( 70e Prince) | Équipes | Dzingirai () 19e · Makoto · Majika · Msipa · Mandaza · Kapfumvuti · Nyaumwe · Chibanda · Makore ( 79e Kaitano) · Basopo ( 88e Jeke) · Muzongondi ( 68e Chirandu) | Arena Corinthians, São Paulo Spectateurs : 30 295 Arbitrage : Olga Miranda Arbitres assistants : Mariana de Almeida Yoleida Lara Quatrième arbitre : Teodora Albon | Arena Corinthians, São Paulo Spectateurs : 30 295 Arbitrage : Olga Miranda Arbitres assistants : Mariana de Almeida Yoleida Lara Quatrième arbitre : Teodora Albon |

| 6 août 2016       | Allemagne | 2 - 2   | Australie | | |
| 18h00 (UTC−03:00) | Sara Däbritz 45+2e · Saskia Bartusiak 88e | (1 - 2) | 6e Samantha Kerr · 45e Caitlin Foord | Arena Corinthians, São Paulo Spectateurs : 37 475 Arbitrage : Anna-Marie Keighley Arbitres assistants : Sarah Jones Lata Kaumatule Quatrième arbitre : Stéphanie Frappart | Arena Corinthians, São Paulo Spectateurs : 37 475 Arbitrage : Anna-Marie Keighley Arbitres assistants : Sarah Jones Lata Kaumatule Quatrième arbitre : Stéphanie Frappart |
| 18h00 (UTC−03:00) | Rapport |         | | Arena Corinthians, São Paulo Spectateurs : 37 475 Arbitrage : Anna-Marie Keighley Arbitres assistants : Sarah Jones Lata Kaumatule Quatrième arbitre : Stéphanie Frappart | Arena Corinthians, São Paulo Spectateurs : 37 475 Arbitrage : Anna-Marie Keighley Arbitres assistants : Sarah Jones Lata Kaumatule Quatrième arbitre : Stéphanie Frappart |
| 18h00 (UTC−03:00) | Schult () · Bartusiak · Maier · Krahn ( 46e Henning 56e) · Behringer · Popp 30e · Marozsán ( 70e Goeßling) · Mittag ( 61e Kerschowski) · Kemme · Däbritz · Leupolz | Équipes | Williams () · Gorry · Polkinghorne · Alleway · Catley · Kellond-Knight · Foord · De Vanna ( 67e Heyman) · Kennedy · Kerr ( 83e Logarzo) · Simon | Arena Corinthians, São Paulo Spectateurs : 37 475 Arbitrage : Anna-Marie Keighley Arbitres assistants : Sarah Jones Lata Kaumatule Quatrième arbitre : Stéphanie Frappart | Arena Corinthians, São Paulo Spectateurs : 37 475 Arbitrage : Anna-Marie Keighley Arbitres assistants : Sarah Jones Lata Kaumatule Quatrième arbitre : Stéphanie Frappart |

3e journée
| 9 août 2016       | Australie                                                                                | 6 - 1   | Zimbabwe               |                                             |                                             |
| 16h00 (UTC−03:00) | Lisa De Vanna 2e · Clare Polkinghorne 15e · Alanna Kennedy 37e · Michelle Heyman 55e 66e | (3 - 0) | 90+1e Emmaculate Msipa | Itaipava Arena Fonte Nova, Salvador (Bahia) | Itaipava Arena Fonte Nova, Salvador (Bahia) |

| 9 août 2016       | Allemagne                    | 1 - 2   | Canada                   |                            |                            |
| 16h00 (UTC−03:00) | Melanie Behringer 13e (pen.) | (1 - 1) | 26e 60e Melissa Tancredi | Estádio Nacional, Brasilia | Estádio Nacional, Brasilia |

### Groupe G
Résumé
C'est à 19h00 au Mineirão de Belo Horizonte qu'entrent en lice les championnes du monde 2015 et triples tenantes du titre américaines face à la Nouvelle-Zélande qui participe pour la troisième fois consécutive au tournoi olympique. Les favorites américaines entrent idéalement dans le match avec l'ouverture du score dès la 9e minute par une reprise de la tête de Carli Lloyd qui trouve le petit filet du but néo-zélandais. Cependant, les Américaines sont en difficultés face à l’agressivité qui leur est opposée et elles ne parviennent pas à prendre l'ascendant. Malgré le second but américain en début de deuxième période inscrit par Alex Morgan, le match est haché par les fautes et manque considérablement de rythme. Les États-Unis s'imposent sans briller face à une valeureuse équipe de Nouvelle-Zélande qui toutefois n'est pas parvenue à inquiéter son adversaire,.
En clôture de cette première journée de compétition, l'équipe de France, troisième mondiale, qui ambitionne de décrocher son premier podium international lors de ces Jeux malgré un effectif affaibli affronte la Colombie qui était parvenue à la battre lors du premier tour de la Coupe du monde 2015. Les bleues prennent un départ idéal dans cette rencontre puisque dès la 2e minute sur un centre d'Eugénie Le Sommer, la défenseure colombienne Carolina Arias est forcée de détourner le ballon dans son propre but. Largement dominatrices et faisant preuve d'une agressivité nettement supérieure à celle de son adversaire sud-américain, les françaises s'offrent un deuxième but au quart d'heure de jeu sur une reprise à bout portant d'Eugénie Le Sommer après une frappe d'Amandine Henry repoussée par la barre transversale. Juste avant la mi-temps, Camille Abily inscrit un but sur coup franc direct permettant ainsi aux françaises de mener 3 buts à 0 à la pause. Au retour des vestiaires, l'intense domination des joueuses de Philippe Bergeroo se poursuit et se traduit par un quatrième but inscrit par Amel Majri à la 80e minute toujours sur coup franc. La France, très peu inquiétée défensivement, prend la tête du groupe G avant le choc de la prochaine journée face aux États-Unis,,.
Classement
| Rang | Équipe           | Pts | J | G | N | P | Bp | Bc | Diff |
| ---- | ---------------- | --- | - | - | - | - | -- | -- | ---- |
| 1    | États-Unis       | 7   | 3 | 2 | 1 | 0 | 5  | 2  | +3   |
| 2    | France           | 6   | 3 | 2 | 0 | 1 | 7  | 1  | +6   |
| 3    | Nouvelle-Zélande | 3   | 3 | 1 | 0 | 2 | 1  | 5  | -4   |
| 4    | Colombie         | 1   | 3 | 0 | 1 | 2 | 2  | 7  | -5   |

     Équipes qualifiées ; Pts = points ; J = joués ; G = gagnés ; N = nuls ; P = perdus ;

Bp = buts pour ; Bc = buts contre ; Diff = différence de buts.
1re journée
| 3 août 2016       | États-Unis | 2 - 0   | Nouvelle-Zélande | | |
| 19h00 (UTC−03:00) | Carli Lloyd 9e · Alex Morgan 46e | (1 - 0) | | Mineirão, Belo Horizonte Spectateurs : 10 059 Arbitrage : Kateryna Monzul Arbitres assistants : Nataliya Rachynska Sanja Rođak-Karšić Quatrième arbitre : María Carvajal | Mineirão, Belo Horizonte Spectateurs : 10 059 Arbitrage : Kateryna Monzul Arbitres assistants : Nataliya Rachynska Sanja Rođak-Karšić Quatrième arbitre : María Carvajal |
| 19h00 (UTC−03:00) | Rapport |         | | Mineirão, Belo Horizonte Spectateurs : 10 059 Arbitrage : Kateryna Monzul Arbitres assistants : Nataliya Rachynska Sanja Rođak-Karšić Quatrième arbitre : María Carvajal | Mineirão, Belo Horizonte Spectateurs : 10 059 Arbitrage : Kateryna Monzul Arbitres assistants : Nataliya Rachynska Sanja Rođak-Karšić Quatrième arbitre : María Carvajal |
| 19h00 (UTC−03:00) | Solo () · Pugh ( 51e Dunn) · Long · Sauerbrunn · O'Hara · Klingenberg · Johnston · Lloyd · Morgan ( 81e Press) · Brian ( 64e Horan) · Heath | Équipes | Nayler () · Percival 64e · Duncan ( 71e Yallop) · Erceg · Stott · Riley 30e · Hearn · Hassett 18e · Bowen ( 60e Gregorius) · Longo · Wilkinson ( 83e Pereira) | Mineirão, Belo Horizonte Spectateurs : 10 059 Arbitrage : Kateryna Monzul Arbitres assistants : Nataliya Rachynska Sanja Rođak-Karšić Quatrième arbitre : María Carvajal | Mineirão, Belo Horizonte Spectateurs : 10 059 Arbitrage : Kateryna Monzul Arbitres assistants : Nataliya Rachynska Sanja Rođak-Karšić Quatrième arbitre : María Carvajal |

| 3 août 2016       | France | 4 - 0   | Colombie | | |
| 22h00 (UTC−03:00) | Carolina Arias 2e (csc) · Eugénie Le Sommer 14e · Camille Abily 42e · Amel Majri 82e                                                                | (3 - 0) | | Mineirão, Belo Horizonte Spectateurs : 6 847 Arbitrage : Ri Hyang-ok Arbitres assistants : Hong Kum-nyo Cui Yongmei Quatrième arbitre : Melissa Borjas | Mineirão, Belo Horizonte Spectateurs : 6 847 Arbitrage : Ri Hyang-ok Arbitres assistants : Hong Kum-nyo Cui Yongmei Quatrième arbitre : Melissa Borjas |
| 22h00 (UTC−03:00) | Rapport |         | | Mineirão, Belo Horizonte Spectateurs : 6 847 Arbitrage : Ri Hyang-ok Arbitres assistants : Hong Kum-nyo Cui Yongmei Quatrième arbitre : Melissa Borjas | Mineirão, Belo Horizonte Spectateurs : 6 847 Arbitrage : Ri Hyang-ok Arbitres assistants : Hong Kum-nyo Cui Yongmei Quatrième arbitre : Melissa Borjas |
| 22h00 (UTC−03:00) | Bouhaddi () · Mbock · Renard · Henry · Majri 50e · Houara · Le Sommer ( 75e Delie) · Abily ( 72e Lavogez) · Diani ( 80e Thomis) · Necib · Bussaglia | Équipes | Sepúlveda () · Gaitán · Ospina ( 67e Vidal 71e) · Salazar · Velásquez · Santos ( 89e Pineda) · Usme · Clavijo · N. Arias · Andrade · C. Arias | Mineirão, Belo Horizonte Spectateurs : 6 847 Arbitrage : Ri Hyang-ok Arbitres assistants : Hong Kum-nyo Cui Yongmei Quatrième arbitre : Melissa Borjas | Mineirão, Belo Horizonte Spectateurs : 6 847 Arbitrage : Ri Hyang-ok Arbitres assistants : Hong Kum-nyo Cui Yongmei Quatrième arbitre : Melissa Borjas |

2e journée
| 6 août 2016       | États-Unis | 1 - 0   | France | | |
| 17h00 (UTC−03:00) | Carli Lloyd 63e | (0 - 0) | | Mineirão, Belo Horizonte Spectateurs : 11 782 Arbitrage : Claudia Umpierrez Arbitres assistants : Neuza Back Loreto Toloza Quatrième arbitre : María Carvajal | Mineirão, Belo Horizonte Spectateurs : 11 782 Arbitrage : Claudia Umpierrez Arbitres assistants : Neuza Back Loreto Toloza Quatrième arbitre : María Carvajal |
| 17h00 (UTC−03:00) | Rapport |         | | Mineirão, Belo Horizonte Spectateurs : 11 782 Arbitrage : Claudia Umpierrez Arbitres assistants : Neuza Back Loreto Toloza Quatrième arbitre : María Carvajal | Mineirão, Belo Horizonte Spectateurs : 11 782 Arbitrage : Claudia Umpierrez Arbitres assistants : Neuza Back Loreto Toloza Quatrième arbitre : María Carvajal |
| 17h00 (UTC−03:00) | Solo () · Long · Sauerbrunn · O'Hara · Engen · Klingenberg ( 90e Press) · Lloyd ( 82e Horan) · Morgan · Brian · Dunn 67e ( 70e Krieger) · Heath | Équipes | Bouhaddi () · Mbock 80e · Renard · Henry · Majri · Houara · Abily ( 82e Hamraoui) · Diani · Necib ( 70e Thomis) · Bussaglia · Delie ( 86e Lavogez) | Mineirão, Belo Horizonte Spectateurs : 11 782 Arbitrage : Claudia Umpierrez Arbitres assistants : Neuza Back Loreto Toloza Quatrième arbitre : María Carvajal | Mineirão, Belo Horizonte Spectateurs : 11 782 Arbitrage : Claudia Umpierrez Arbitres assistants : Neuza Back Loreto Toloza Quatrième arbitre : María Carvajal |

| 6 août 2016       | Colombie | 0 - 1   | Nouvelle-Zélande | | |
| 20h00 (UTC−03:00) | | (0 - 1) | 31e Amber Hearn | Mineirão, Belo Horizonte Spectateurs : 8 505 Arbitrage : Gladys Lengwe Arbitres assistants : Bernadettar Kwimbira Souad Oulhaj Quatrième arbitre : Melissa Borjas | Mineirão, Belo Horizonte Spectateurs : 8 505 Arbitrage : Gladys Lengwe Arbitres assistants : Bernadettar Kwimbira Souad Oulhaj Quatrième arbitre : Melissa Borjas |
| 20h00 (UTC−03:00) | Rapport |         | | Mineirão, Belo Horizonte Spectateurs : 8 505 Arbitrage : Gladys Lengwe Arbitres assistants : Bernadettar Kwimbira Souad Oulhaj Quatrième arbitre : Melissa Borjas | Mineirão, Belo Horizonte Spectateurs : 8 505 Arbitrage : Gladys Lengwe Arbitres assistants : Bernadettar Kwimbira Souad Oulhaj Quatrième arbitre : Melissa Borjas |
| 20h00 (UTC−03:00) | Sepúlveda () · Gaitán · Ospina ( 79e Vidal) · Salazar 21e ( 89e Regnier) · Velásquez · Santos · Usme · Clavijo · N. Arias · Andrade ( 73e Ariza) · C. Arias | Équipes | Nayler () · Percival · Duncan 45e · Erceg 88e · Stott · Riley · Hearn · Gregorius ( 57e Bowen) · Hassett · Longo · Wilkinson 26e ( 62e White 90e Moore) | Mineirão, Belo Horizonte Spectateurs : 8 505 Arbitrage : Gladys Lengwe Arbitres assistants : Bernadettar Kwimbira Souad Oulhaj Quatrième arbitre : Melissa Borjas | Mineirão, Belo Horizonte Spectateurs : 8 505 Arbitrage : Gladys Lengwe Arbitres assistants : Bernadettar Kwimbira Souad Oulhaj Quatrième arbitre : Melissa Borjas |

3e journée
| 9 août 2016       | Colombie                | 2 - 2   | États-Unis                          |                           |                           |
| 18h00 (UTC−04:00) | Catalina Usme 26e 90+1e | (1 - 1) | 41e Crystal Dunn · 59e Mallory Pugh | Arena da Amazônia, Manaus | Arena da Amazônia, Manaus |

| 9 août 2016       | Nouvelle-Zélande | 0 - 3   | France                                                |                                             |                                             |
| 19h00 (UTC−03:00) |                  | (0 - 1) | 38e Eugénie Le Sommer · 63e 90+1e (pen.) Louisa Necib | Itaipava Arena Fonte Nova, Salvador (Bahia) | Itaipava Arena Fonte Nova, Salvador (Bahia) |

### Classement des troisièmes de groupe
Les deux meilleures troisièmes de groupe sont repêchées pour les quarts de finale. Un classement comparatif des résultats des équipes concernées est effectué afin de les déterminer :

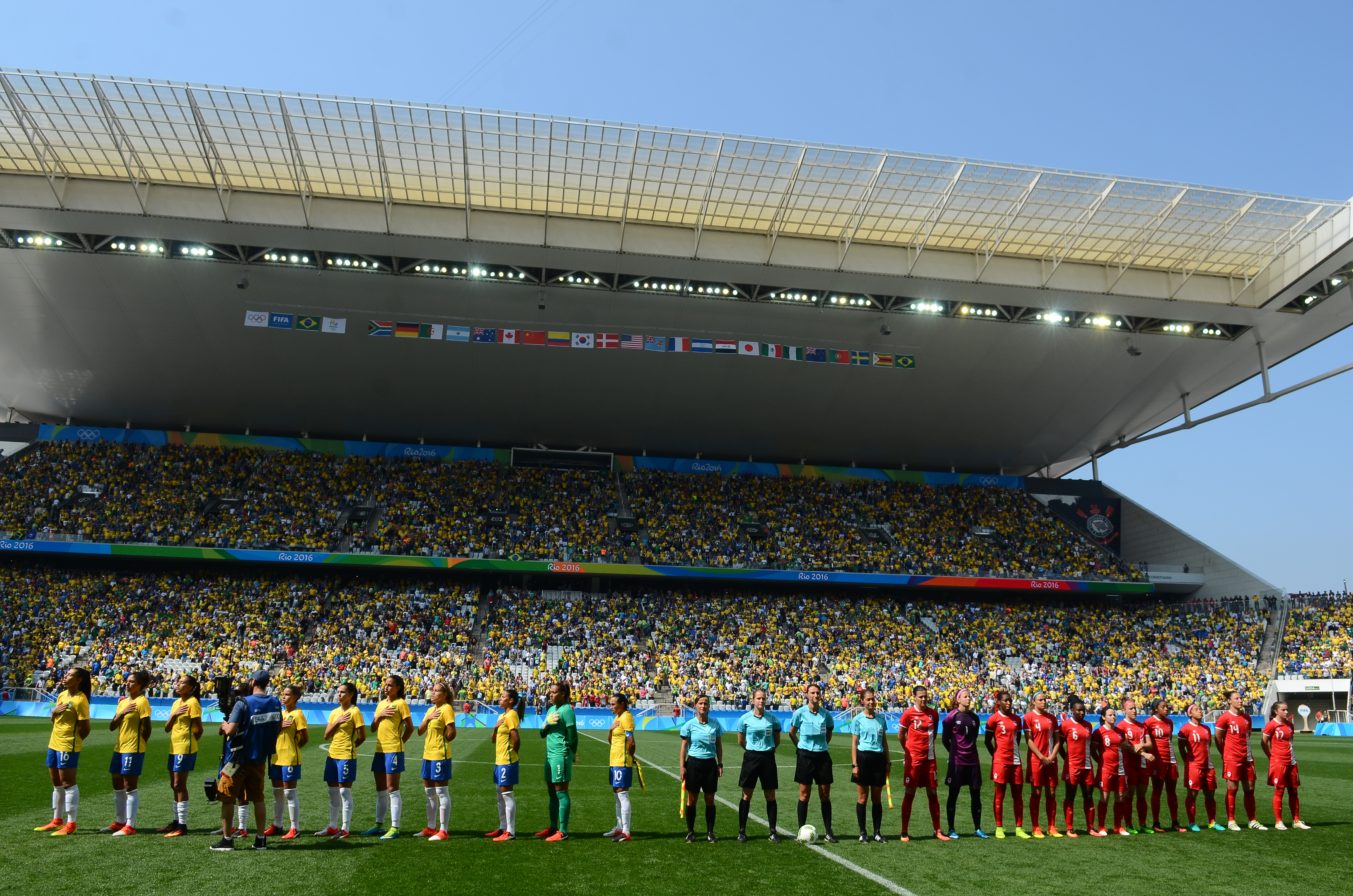
Match pour la médaille de bronze entre le Brésil (à gauche) et le Canada (à droite), pendant l'hymne national du premier avant le coup d'envoi

| Rang | Équipe           | Pts | J | G | N | P | Bp | Bc | Diff |
| ---- | ---------------- | --- | - | - | - | - | -- | -- | ---- |
| 1    | Australie        | 4   | 3 | 1 | 1 | 1 | 8  | 5  | +3   |
| 2    | Suède            | 4   | 3 | 1 | 1 | 1 | 2  | 5  | -3   |
| 3    | Nouvelle-Zélande | 3   | 3 | 1 | 0 | 2 | 1  | 5  | -4   |

## Tableau final
Les matchs à partir des quarts de finale sont à élimination directe. En cas de match nul à la fin du temps réglementaire, une prolongation de deux fois quinze minutes est jouée (une victoire après prolongation est indiquée par (a.p.) dans le tableau). Si les deux équipes sont toujours à égalité à la fin de la prolongation, une séance de tirs au but (t.a.b.) permet de les départager.
|  | Quarts de finale        | Quarts de finale        |                    |                    | Demi-finales            | Demi-finales            |   |  | Finale                  | Finale                  |
|  | Quarts de finale        | Quarts de finale        |                    |                    | Demi-finales            | Demi-finales            |   |  | Finale                  | Finale                  |
|  |                         |                         |                    |                    |                         |                         |   |  |                         |                         |
|  | 12 août, Belo Horizonte | 12 août, Belo Horizonte |                    |                    | 16 août, Rio de Janeiro | 16 août, Rio de Janeiro |   |  | 19 août, Rio de Janeiro | 19 août, Rio de Janeiro |
|  | 12 août, Belo Horizonte | 12 août, Belo Horizonte |                    |                    | 16 août, Rio de Janeiro | 16 août, Rio de Janeiro |   |  | 19 août, Rio de Janeiro | 19 août, Rio de Janeiro |
|  | Brésil                  | 0ap (7)                 |                    |                    | 16 août, Rio de Janeiro | 16 août, Rio de Janeiro |   |  | 19 août, Rio de Janeiro | 19 août, Rio de Janeiro |
|  | Brésil                  | 0ap (7)                 |                    |                    | 16 août, Rio de Janeiro | 16 août, Rio de Janeiro |   |  | 19 août, Rio de Janeiro | 19 août, Rio de Janeiro |
|  | Australie               | 0 tab(6)                |                    |                    | 16 août, Rio de Janeiro | 16 août, Rio de Janeiro |   |  | 19 août, Rio de Janeiro | 19 août, Rio de Janeiro |
|  | Australie               | 0 tab(6)                | Brésil             | 0ap (3)            |                         |                         |   |  | 19 août, Rio de Janeiro | 19 août, Rio de Janeiro |
|  | 12 août, Brasilia       |                         | Brésil             | 0ap (3)            |                         |                         |   |  | 19 août, Rio de Janeiro | 19 août, Rio de Janeiro |
|  |                         | Suède                   | 0 tab(4)           |                    |                         |                         |   |  | 19 août, Rio de Janeiro | 19 août, Rio de Janeiro |
|  | États-Unis              | Suède                   | 0 tab(4)           | 1ap (3)            |                         |                         |   |  | 19 août, Rio de Janeiro | 19 août, Rio de Janeiro |
|  | États-Unis              |                         |                    | 1ap (3)            |                         |                         |   |  | 19 août, Rio de Janeiro | 19 août, Rio de Janeiro |
|  | Suède                   | 1 tab(4)                |                    |                    |                         |                         |   |  | 19 août, Rio de Janeiro | 19 août, Rio de Janeiro |
|  | Suède                   | 1 tab(4)                | Suède              | 1                  |                         |                         |   |  |                         |                         |
|  | 12 août, São Paulo      |                         | Suède              | 1                  |                         |                         |   |  |                         |                         |
|  |                         | Allemagne               | 2                  |                    |                         |                         |   |  |                         |                         |
|  | Canada                  | Allemagne               | 2                  | 1                  |                         |                         |   |  |                         |                         |
|  | Canada                  | 16 août, Belo Horizonte |                    | 1                  |                         |                         |   |  |                         |                         |
|  | France                  | 0                       |                    |                    |                         |                         |   |  |                         |                         |
|  | France                  | 0                       | Canada             | 0                  |                         |                         |   |  |                         |                         |
|  | 12 août, Salvador       | 12 août, Salvador       | Canada             | 0                  | Match pour la 3e place  | Match pour la 3e place  |   |  |                         |                         |
|  | 12 août, Salvador       | 12 août, Salvador       |                    | Allemagne          | Match pour la 3e place  | Match pour la 3e place  | 2 |  |                         |                         |
|  | Chine                   | 0                       | 19 août, São Paulo | 19 août, São Paulo |                         |                         | 2 |  |                         |                         |
|  | Chine                   | 0                       | 19 août, São Paulo | 19 août, São Paulo |                         |                         |   |  |                         |                         |
|  | Allemagne               | 1                       |                    | Brésil             | 1                       |                         |   |  |                         |                         |
|  | Allemagne               | 1                       |                    | Brésil             | 1                       |                         |   |  |                         |                         |
|  |                         |                         |                    |                    |                         |                         |   |  | Canada                  | 2                       |
|  |                         |                         |                    |                    |                         |                         |   |  | Canada                  | 2                       |

### Quarts de finale
| 12 août 2016      | États-Unis                                                                | 1 - 1 a. p.           | Suède                                                                               | Estádio Nacional, Brasilia |  |
| 13h00 (UTC−03:00) | Alex Morgan 77e                                                           | (0 - 0, 1 - 1, 1 - 1) | 63e Stina Blackstenius                                                              |                            |  |
| 13h00 (UTC−03:00) | Rapport                                                                   |                       |                                                                                     |                            |  |
| 13h00 (UTC−03:00) | Alex Morgan · Lindsey Horan · Carli Lloyd · Morgan Brian · Christen Press | Tirs au but 3 - 4     | Lotta Schelin · Kosovare Asllani · Linda Sembrant · Caroline Seger · Lisa Dahlkvist |                            |  |

| 12 août 2016      | Chine   | 0 - 1   | Allemagne             | Itaipava Arena Fonte Nova, Salvador |  |
| 16h00 (UTC−03:00) |         | (0 - 0) | 76e Melanie Behringer |                                     |  |
| 16h00 (UTC−03:00) | Rapport |         |                       |                                     |  |

| 12 août 2016      | Canada             | 1 - 0   | France | Arena Corinthians, São Paulo |  |
| 19h00 (UTC−03:00) | Sophie Schmidt 56e | (0 - 0) |        |                              |  |
| 19h00 (UTC−03:00) | Rapport            |         |        |                              |  |

| 12 août 2016      | Brésil                                                                              | 0 - 0 a. p.           | Australie | Mineirão, Belo Horizonte |  |
| 22h00 (UTC−03:00) |                                                                                     | (0 - 0, 0 - 0, 0 - 0) | |                          |  |
| 22h00 (UTC−03:00) | Rapport                                                                             |                       | |                          |  |
| 22h00 (UTC−03:00) | Andressa Alves · Andressa · Beatriz · Rafaelle · Marta · Debinha · Monica · Tamires | Tirs au but 7 - 6     | Elise Kellond-Knight · Laura Alleway · Emily van Egmond · Clare Polkinghorne · Katrina Gorry · Michelle Heyman · Chloe Logarzo · Alanna Kennedy |                          |  |

### Demi-finales
| 16 août 2016      | Brésil                                                   | 0 - 0 a. p.           | Suède                                                                              | Mineirão, Belo Horizonte |  |
| 13h00 (UTC−03:00) |                                                          | (0 - 0, 0 - 0, 0 - 0) |                                                                                    |                          |  |
| 13h00 (UTC−03:00) | Marta · Cristiane · Andressa Alves · Rafaelle · Andressa | Tirs au but 3 - 4     | Lotta Schelin · Kosovare Asllani · Caroline Seger · Nilla Fischer · Lisa Dahlkvist |                          |  |

| 16 août 2016      | Canada | 0 - 2   | Allemagne                                       | Stade Maracanã, Rio de Janeiro |  |
| 16h00 (UTC−03:00) |        | (0 - 1) | 21e (pen.) Melanie Behringer · 59e Sara Däbritz |                                |  |

### Match pour la médaille de bronze
| 19 août 2016      | Brésil      | 1 - 2 | Canada                                   | Arena Corinthians, São Paulo |  |
| 13h00 (UTC−03:00) | Beatriz 79e |       | 25e Deanne Rose · 52e Christine Sinclair |                              |  |

### Finale
| 19 août 2016      | Suède                  | 1 - 2 | Allemagne                                         | Stade Maracanã, Rio de Janeiro |  |
| 17h30 (UTC−03:00) | Stina Blackstenius 67e |       | 48e Dzsenifer Marozsan · 62e (csc) Linda Sembrant |                                |  |

## Bilan

### Podium
| Épreuve         | Or        | Argent | Bronze |
| --------------- | --------- | ------ | ------ |
| Tournoi féminin | Allemagne | Suède  | Canada |

### Buteuses
L'Allemande Melanie Behringer, joueuse du Bayern Munich, termine meilleure buteuse du tournoi avec cinq buts.
5 buts
- Melanie Behringer

3 buts
- Beatriz
- Janine Beckie
- Sara Däbritz
- Christine Sinclair

2 buts
| - Michelle Heyman - Cristiane - Marta | - Melissa Tancredi - Catalina Usme - Carli Lloyd | - Alex Morgan - Louisa Cadamuro - Eugénie Le Sommer | - Stina Blackstenius |

1 but
| - Saskia Bartusiak - Melanie Leupolz - Dzsenifer Marozsán - Alexandra Popp - Lisa De Vanna - Caitlin Foord - Alanna Kennedy | - Sam Kerr - Clare Polkinghorne - Kyah Simon - Andressa Alves - Mônica - Deanne Rose - Sophie Schmidt | - Gu Yasha - Tan Ruyin - Crystal Dunn - Mallory Pugh - Camille Abily - Amel Majri - Amber Hearn | - Nilla Fischer - Lotta Schelin - Kudakwashe Basopo - Mavis Chirandu - Emmaculate Msipa |

Contre-son-camp
| - Carolina Arias (pour la France) | - Linda Sembrant (pour l'Allemagne) | - Eunice Chibanda (pour l'Allemagne) |  |